# (1311) Knopfia
(1311) Knopfia ist ein Asteroid des Hauptgürtels, der am 24. März 1933 vom deutschen Astronomen Karl Wilhelm Reinmuth in Heidelberg entdeckt wurde.
Benannt ist der Asteroid nach dem Jenaer Astronomen Otto Knopf.